# Neuroradiologia dei tumori primitivi cerebrali
La neuroradiologia dei tumori primitivi cerebrali si avvale della tomografia computerizzata e soprattutto dell'imaging a risonanza magnetica.

## Metodiche radiologiche
La Tomografia Computerizzata è principalmente utilizzata per la prima diagnosi, spesso in urgenza, di questa patologia per via della sua rapidità e del basso costo, oppure per rilevare eventuali calcificazioni nel contesto delle lesioni o segni di ipertensione endocranica visibili come dislocazione delle strutture mediane o erniazioni del tessuto cerebrale. I tumori a lenta crescita possono inoltre lasciare un'impronta a livello del cranio (scalloping). Le neoplasie intracraniche alla TC di solito appaiono ipodense, ma possono presentare aree lievemente iperdense in zone ad elevata cellularità. La TC è inoltre utilissima nel rilevare eventuali emorragie nel contesto delle lesioni tumorali. L'utilizzo del mezzo di contrasto consente di studiare l'eterogeneità delle lesioni oltre a permettere di identificarle più facilmente se risultano isodense alle acquisizioni basali.
L'imaging a Risonanza Magnetica eseguito con apparecchi ad alto campo (almeno 1,5 tesla) consente uno studio delle neoplasie cerebrali molto più accurato della TC anche grazie all'utilizzo di sequenze non morfologiche come quelle pesate in diffusione, la spettroscopia, gli studi di perfusione e quelli funzionali di attivazione corticali (questi ultimi, assieme alle metodiche di trattografia e fiber tracking utilizzate per lo studio dei fasci nervosi, sono particolarmente utili per rilevare il coinvolgimento di aree cerebrali eloquenti, cioè importanti per la clinica del paziente e che quindi vanno il più possibile risparmiate dagli interventi terapeutici). La RM consente inoltre di identificare la modalità di crescita delle lesioni (espansiva vs infiltrativa) e la presenza contemporanea di edema, oltre ad aiutare a caratterizzare il tessuto neoplastico per la stima del grading delle lesioni. La crescita infiltrativa può essere evidenziata rilevando che il tumore si estende oltre il cercine di impregnazione del mezzo di contrasto dopo sua somministrazione. La lesione può essere riconosciuta dal parenchima sano utilizzando sequenze a TR lungo come le FSE 
densità protonica/T2 pesate o le FLAIR, che consentono di rilevare nel contesto delle lesioni anche aree a differente composizione (necrosi, cistiche, calcificazioni o a contenuto di metaboliti paramagnetici come la melanina ben visibili come aree iperintense nelle sequenze T1 pesate ed ipointense in quelle T2 pesate). Le lesioni sono di solito iperintense nelle sequenze T2 pesate, tuttavia aree ipodense nel loro contesto possono essere dovute a presenza di fibrosi o aree ipocellulari o calcifiche (queste ultime meglio evidenti nelle sequenze GRE T2*, oppure come areeiperintense nelle sequenze SE T1 pesate, tuttavia possono anche dare un vuoto di segnale). Aree ricche di materiale proteinaceo possono apparire iperintense nelle sequenze T1 pesate, così come quelle fortemente disidratate che mostrano anche segnale ipointenso in T2 ma iperintenso in FLAIR. Le aree necrotiche sono difficili da distinguere da quelle cistiche in RM (la presenza di bordi irregolari nelle prime può tuttavia aiutare) mentre le emorragie presentano segnale che varia nel tempo. Le immagini pesate in diffusione danno informazioni sulla cellularità delle lesioni (quelle maggiormente ricche di cellule presentano diffusività ristretta, con valori di ADC ridotti che però possono essere compensati nella stessa lesione dalla contemporanea presenza di edema).Gli studi di perfusione sono altrettanto utili nel studiare il grading delle lesioni in quanto le lesioni più maligne presentano un flusso ematico più elevato anche in presenza di barriera emato-encefalica intatta (che non porta ad impregnazione del mezzo di contrasto). Gli studi di spettroscopia consentono di caratterizzare i tessuti neoplastici studiandone i metaboliti contenuti al loro interno, in particolare sono importanti il rapporto colina/NAA (indice di proliferazione se maggiore di 2), la riduzione della creatina e dell' N-Acetil-Aspartato (tipica dei tumori gliali) e la presenza di lattato (tipica delle forme più maligne). Livelli ridotti di mioinositolo sono un altro indice di malignità per i tumori gliali. Tutti questi dati ottenibili dalla RM consentono sia di diagnosticare queste lesioni sia di monitorare la risposta alle terapie una volta integrati.

## Tumori neuroepiteliali

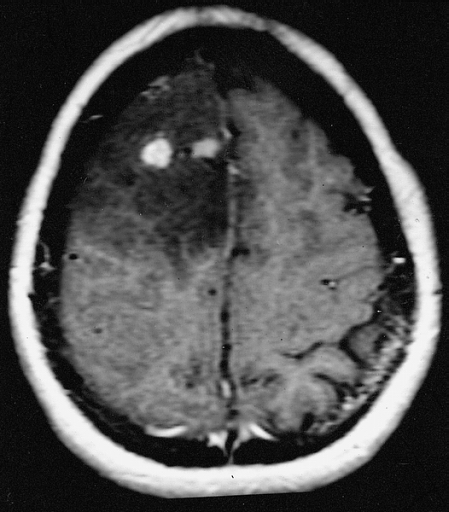
Astrocitoma studiato dopo somministrazione di mezzo di contrasto. Le due aree che mostrano intenso enhancment nel contesto della lesione ipointensa sono da riferire a zone di maggiore sdifferenziazione

L'astrocitoma diffuso di grado II di solito è localizzato a livello della sostanza bianca e si estende alla grigia slargandone le circonvoluzioni o distorcendo le strutture grigie profonde, mostrando un aspetto ben demarcato. Alla TC appare come una lesione omogenea ed a margini ben definiti, di solito ipodensa e senza impregnazione contrastografica; può tuttavia presentare piccole aree iperdense se sono presenti calcificazioni o emorragie nel suo contesto.  Alla RM l'astrocitoma è omogeneamente iperintenso nelle sequenze a TR lungo ed ipointenso in quelle T1 pesate. La spetrroscopia evidenzia rapporti Cho/NAA e mI/Cr entrambi elevati, mentre l'eventuale impregnazione di mezzo di contrasto è interpretata da alcuni Autori come un segno di malignità. Il flusso ematico misurato con l'imaging di perfusione è di solito basso, mantenendo un rapporto inferiore a 1,7-1,7 con la sostanza bianca normale in sede controlaterale. La diagnosi differenziale più frequente è con le aree ischemiche (che rispetto all'astrocitoma seguono il decorso dei vasi arteriosi).
l' astrocitoma anaplastico o di grado III presenta rispetto al precedente crescita infiltrativa e di solito evolve in glioblastoma entro 2 anni. Alla TC queste lesioni appaiono ipodense, a margini sfumati e di solito non assumono mezzo di contrasto o lo fanno solo in minima parte. Ala RM l'astrocitoma anaplastico mostra margini mal definiti ed è eterogeneamente iperintenso nelle sequenze a TR lungo, con spesso un alone di edema vasogenico intorno indistinguibile dalla neoplasia; tale lesione non presenta diffusività alterata e non mostra enhancement dopo somministrazione di mezzo di contrasto, mentre può mostrare alcure aree di disomogeneità al suo interno. La presenza di un cercine dopo mdc o di aree di "vuoto" alle sequenze di perfusione sono indice di un'evoluzione in glioblastoma. La spettroscopia mostra riduzione di NAA, incremento del rapporto Cho/NAA ed un rapporto mI/Cr minore rispetto all'astrocitoma di grado II. Il flusso ematico presenta valori intermedi fra il glioblastoma e l'astrocitoma di grado II, con ratio >1,7 rispetto alla sostanza bianca controlaterale normale (questo dato è uno dei pochi che può aiutare nella diagnosi differenziale con quest'altra forma clinica).

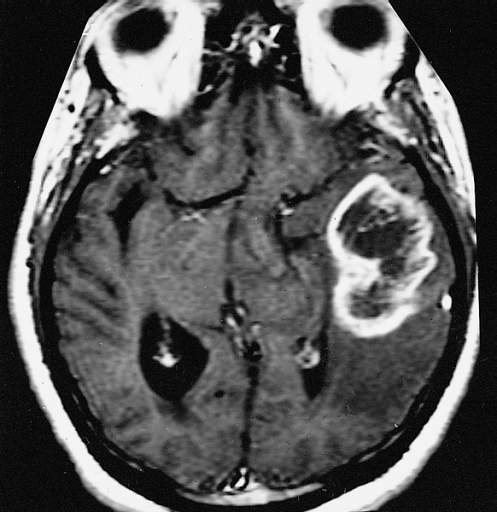
Glioblastoma multiforme osservato in RM dopo somministrazione di mezzo di contrasto. La lesione presenta margini irregolari e potenziamento periferico

Il glioblastoma multiforme o astrocitoma di grado IV può svilupparsi de novo (90% dei casi) o evolvere da un astrocitoma anaplastico ed è il più comune tumore intracranico, oltre che uno dei più aggressivi. Di solito si sviluppa dalla sostanza bianca emisferica e cresce lungo le fibre del corpo calloso e delle commensure anteriore e posteriore (tipico il "glioma a farfalla" localizzato in sede frontale). La localizzazione sottotentoriale è tipica dei bambini oltre che rara. Spesso questo tumore infiltra le meningi e l'ependima dando diffusione metastatica endoliquorale e quindi aspetto multifocale. Tipicamente questo tumore ha margini irregolari e presenta un cercine di crescita incrementata associato a necrosi centrale, aree emorragiche ed edema molto esteso (l'emorragia cerebrale è spesso la manifestazione clinica di questa neoplasia). Alla TC questo tumore appare ipodenso a livello della necrosi centrale ed iso-iperdenso a livello del cercine, che mostra disomogenea impregnazione del mezzo di contrasto. L'edema è visibile come un alone ipodenso esteso attorno alla massa neoplastica e le emorragie intratumorali sono molto evidenti alle acquisizioni basali (le calcificazioni sono rare e se presenti fanno propendere la diagnosi verso una metastasi da tumori extracranici). Alla RM la lesione è estremamente disomogenea per via delle sue numerose componenti, a margini mal definiti per la contemporanea presenza di infiltrazione ed edema. I valori di ADC sono spesso più bassi che negli astrocitomi di grado II o III ma non in modo ben definito, mentre la spetroscopia evidenzia riduzione dell' NAA e del mI, associata a incremento della collina e comparsa dei picchi dei lipidi e dei lattati a livello delle aree di necrosi. I valori di flusso alle sequenze di perfusione sono nettamente incrementati rispetto alle forme più benigne (le aree a maggior flusso possono essere utilizzate anche per guidare un'eventuale biopsia). La diagnosi differenziale di solito si pone con il linfoma primitivo del SNC, che di solito si localizza in sede periventricolare, presenta segnale iso o ipointenso nelle sequenze T2 pesate, marcata riduzione della diffusività e minor presenza di necrosi (ad eccezione delle forme HIV correlate).

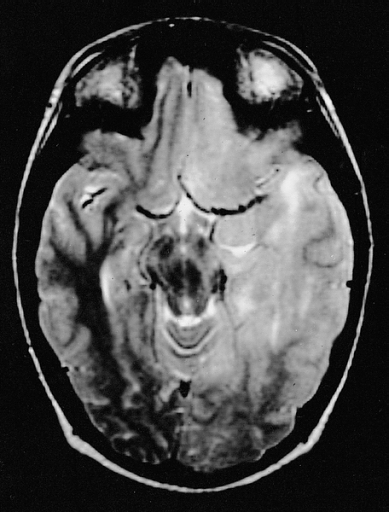
Gliomatosis cerebri a carico dell'emisfero sinistro che appare rigonfio e presenta segnale incrementato nelle sequenze T2 pesate

La gliomatosis cerebri è una neoplasia rara caratterizzata da diffusa infiltrazione neoplastica che può nascere ex novo o evolvere da un precedente astrocitoma o oligodendroglioma. Di solito coinvolge a partire dalla sostanza bianca e potendo arrivare fino al midollo spinale almeno 2 o 3 lobi cerebrali bilateralmente aumentando il volume del cervello con associato effetto massa. Nonostante il grading a volte basso e la clinica mal definita la prognosi di questa malattia è pessima a causa dell'impossibilità di essere radicali nei trattamenti, che di solito consistono in radioterapia e chemioterapia combinati senza l'opzione chirurgica. La TC è poco indicativa in quanto di solito mostra ipodensità solo in alcune zone e diffusa perdita del contrasto fra la sostanza grigia e la bianca.  Alla RM la gliomatosi cerebri si presenta come numerose e diffuse aree a margini mal definiti iperintense nelle sequenze T2 pesate. L'uso del mezzo di contrasto di solito non mostra aree di alterato segnale, mentre le sequenze pesate in diffusione mostrano riduzione della diffusività. La spettroscopia mostra lieve aumento della colina, riduzione dell' NAA, e caratteristico incremento del mioinositolo, associati a eventuale presenza di lipidi e lattato. Le sequenze di perfusione non mostrano di norma alterazioni (le zone con flusso aumentato possono essere utilizzate come guida per un'eventuale biopsia).  Questa patologia va differenziata con i glioblastomi infiltranti e multifocali, i linfomi perivascolari, oltre che con le vasculiti e diverse patologie infettive endocraniche.

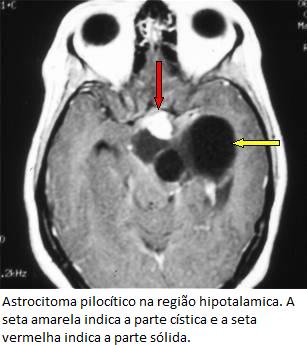
Astrocitoma pilocitico della regione ipotalamica visto ala TC dopo somministrazione di mezzo di contrasto. La parte fluida centrale appare ipodensa (freccia verde) mentre il nodo intramurale appare fortemente iperdenso (freccia rossa)

L'astrocitoma pilocitico (grado I WHO) è benigno, circoscritto, a lenta crescita, associato ad edema e spesso cistico con un nodo intramurale (la parete si potenzia dopo somministrazione di mezzo di contrasto). È localizzato più frequentemente a livello degli emisferi cerebellari e di solito colpisce i bambini ed i soggetti affetti da neurofibromatosi di tipo 1 (in tali casi di solito interessa le vie ottiche). La prognosi è ottima dopo l'escissione chirurgica. Alla TC la parte cistica della lesione è ben distinguibile da quella solida e dopo somministrazione del mezzo di contrasto tardivamente spesso si osserva un livello fluido-fluido per infiltrazione dello stesso dentro la cisti. Sono presenti in molti casi calcificazioni. Alla RM la cisti presenta lo stesso segnale del liquor mentre la parete appare iperintensa sia nelle sequenze T2 pesate sia in quelle T1 pesate, con medesmo comportamento della TC dopo somministrazione del mezzo di contrasto. Le sequenze T2* pesate possono rilevare tracce di emosiderina. Le sequenze pesate in diffusione mostrano incremento dell'ADC in toto, quelle di perfusione mostrano incremento del flusso a livello della parete mentre la spettroscopia è poco indicativa (incremento di colina, riduzione dell' NAA, picco della creatina normale e presenza di lipidi e lattato dentro la cisti per filtrazione dalla parete). La diagnosi differenziale di solito viene fatta col medulloblastoma, che spesso interessa il verme cerebellare.

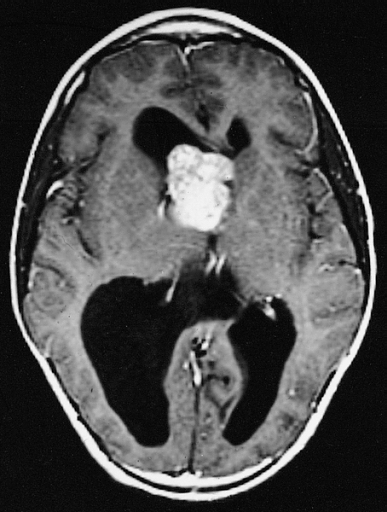
Astrocitoma subependimale a cellule giganti visto alla RM in un paziente affetto da sclerosi tuberosa. La lesione a partenza dal forame di Monro è associata a vistoso idrocefalo

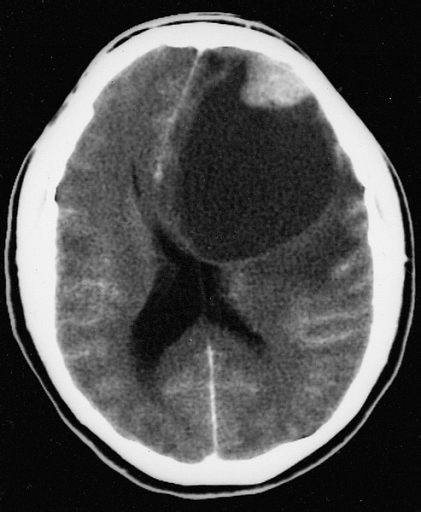
Xantoastrocitoma pleiomorfo visto alla TC. Sono ben evidenti la componente cistica ed il nodo intramurale

L'astrocitoma subependimale a cellule giganti (Grado I WHO) origina a livello del forame di Morno e si espande nell'adiacente ventricolo laterale, ove può dare in alcuni casi idrocefalo ostruttivo (spesso è asintomatico). Di solito è monolaterale ma può anche essere bilaterale ed è più frequente nei pazienti affetti da sclerosi tuberosa. La lesione ha margini netti, crescita lenta e presenta spesso calcificazioni nel suo contesto, raramente aree emorragiche o necrotiche. La prognosi è ottima dopo asportazione chirurgica. Alla TC sono ben evidenti le calcificazioni ed il potenziamento intenso e disomogeneo dopo somministrazione di mezzo di contrasto, mentre alla RM la lesione mostra disomogenea iperintensità nelle sequenze a TR lungo ed entra in diagnosi differenziale con i noduli subependimali amartomatosi tipici della sclerosi tuberosa che presentano aspetto simile.
Lo xantoastrocitoma pleomorfo (grado II WHO) colpisce bambini e giovani adulti ed ha un comportamento spesso benigno, ma non sempre. In quasi tutti i casi e sovratentoriale è più spesso colpisce i lobi temporali (a seguire i frontali e i parietali). Di solito origina a livello della sostanza grigia e si manifesta come una massa cistica con un nodo adeso alla parete rivolta verso la leptomeninge; è raramente infiltrante, cosa che può portare a recidiva dopo chirurgia. Può evolvere ad astrocitoma anaplastico. Alla TC tipicamente da scalloping a livello del cranio, spesso ha calcificazioni nel suo contesto e mostra potenziamento dopo somministrazione di mezzo di contrasto; alla RM invece appare come una lesione disomogenea ed iperintensa nelle sequenze T2 pesate, iso-ipointensa in quelle T1 pesate, ove mostra lo stesso comportamento dopo somministrazione di mdc descritto per la TC. Le calcificazioni e le aree emorragiche possono apparire iperintense alle sequenze GRE T2* pesate ed inoltre può essere presente infiltrazione leptomeningea (aspetto a dural tail). Tale lesione va in difficile diagnosi differenziale con l'astrocitoma pilocitico e il ganglioglioma (spesso la RM da sola non è dirimente).

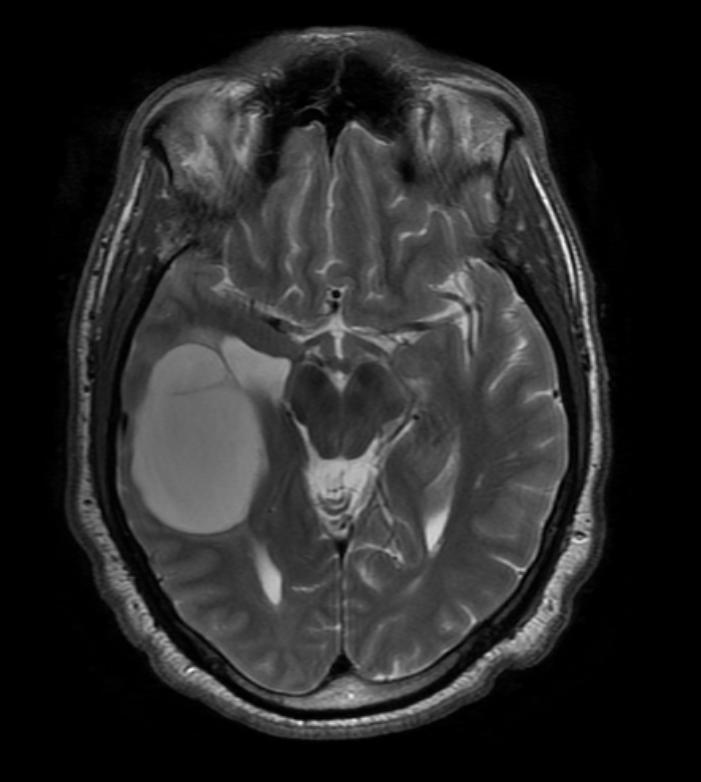
L'oligodendroglioma appare in RM come una lesione iperintensa nelle sequenze T2 pesate

L'oligodendroglioma deriva dagli oligodendrociti ed esiste come forma benigna (grado II WHO) o maligna (grado III WHO). In più del 50% dei casi si manifesta come forma mista (oligoastrocitoma). Le forme pure ed a basso grado hanno prognosi migliore. La localizzazione più frequente è a livello del lobo frontale ed a seguire negli altri lobi, nel cervelletto o a livello della parete ventricolare. Questo tumore ha origine nella sostanza bianca ma presto si espande anche nella corteccia slargando il giro subito sopra, infiltrando i tessuti intorno e dando scalloping a livello del cranio. Spesso nel contesto della massa sono presenti cisti e calcificazioni che la rendono molto disomogenea. La presenza di necrosi nella forma mista depone per la sua evoluzione a glioblastoma. I sintomi sono simili ai tumori astrocitari ma spesso queste lesioni danno anche epilessia per irritazione corticale. Alla TC la lesione si presenta come nodo iso-ipodenso, a margini mal definiti e disomogeneo sia prima che dopo somministrazione di mezzo di contrasto. Alla RM la massa si presenta superficiale e disomogeneamente iperintensa nelle sequenze T2 pesate, con maggiore segnale a livello delle aree cistiche (al contrario delle lesioni astrocitarie benigne che sono omogenee e localizzate a livello della sostanza bianca profonda). Le calcificazioni sono ben evidenti nelle sequenze T2 GRE. La presenza di edema e di potenziamento dopo somministrazione di mezzo di contrasto correlano con la malignità. Alla spettroscopia questo tumore presenta riduzione dell'NAA ed aumento del rapporto colina/creatina, mentre le forme più aggressive possono presentare il picco dei lipidi e del lattato. Le sequenze di perfusione mostrano incremento del flusso anche nelle forme benigne (al contrario degli astrocitomi). La RM non è in grado da sola di differenziare un oligodendroglioma benigno da uno anaplastico. Oltre che con l'astrocitoma questo tumore nei bambini può essere confuso con quello disembrioplastico neuroepitaliale, che presenta sede simile ma ha margini netti ed un segnale T2 più intenso.

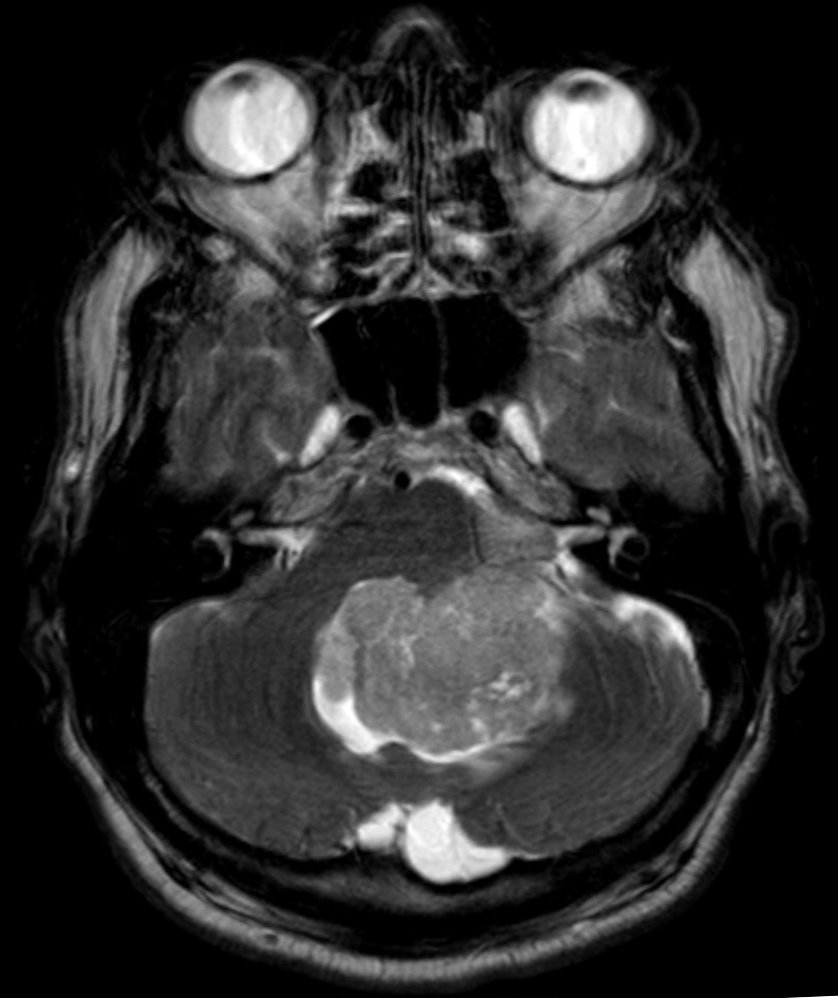
L'ependimoma del quarto ventricolo appare come una lesione disomogenea

L'ependimoma origina più spesso a livello della parete del quarto ventricolo e cresce invadendo il tessuto cerebrale dando idrocefalo e compressione di cervelletto e tronco encefalico, anche inglobando nervi e vasi e rendendo quindi difficile l'escissione chirurgica oltre che dando segni per il coinvolgimento di queste strutture (in particolare i nervi cranici). Strutturalmente la lesione è molto disomogenea per la presenza di calcificazioni ed aree di necrosi ed emorragiche. Le forme sovratentoriali di solito danno deficit di tipo focale. Alla TC l'ependimoma appare come una lesione molto disomogenea, come anche in RM ove tale disomogeneità si apprezza sia nelle sequenze a TR lungo che in quelle T1 pesate. Dopo somministrazione di mezzo di contrasto il potenziamento è di grado moderato. Le sequenze pesate in diffusione non mostrano alterazioni ed in spettroscopia il rapporto colina/NAA è più basso rispetto ai tumori astrocitari, facilitando la diagnosi differenziale che tuttavia è difficile per le forme interessanti il quarto ventricolo e praticamente impossibile con la sola RM per quelle sovratentoriali. L'imaging in questi tumori è importante soprattutto per la ricerca di recidive dopo i trattamenti o di metastasi endoliquorali (a tal fine è bene studiare anche il midollo spinale). La diagnosi differenziale col medulloblastoma è fattibile grazie alla differente spettroscopia ed alla differente origine a livello del quarto ventricolo (il medulloblastoma origina dal tetto della cavità, l'ependimoma dal pavimento).

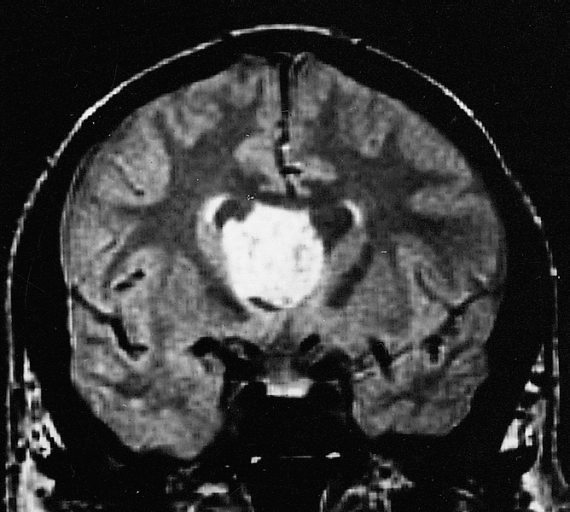
Subependimoma della regione del forame di Monro. La lesione appare iperintensa nelle sequenze DP

Il subependimoma (grado I WHO) è una neoplasia benigna rara costituita da astrociti e cellule ependimali. Anche questa lesione origina dal pavimento del quarto ventricolo (o nel corno frontale del ventricolo laterale) nella maggior parte dei casi. Di solito di dimensioni pari a 1–2 cm (raramente oltre i 5 cm) questo tumore si presenta a margini ben definiti, spesso omogeneo e quasi mai associato ad edema. È asintomatico nella maggior parte dei casi anche se raramente può dare idrocefalo, difficilmente recidiva dopo resezione chirurgica. Alla TC appare come lesione ipodense, omogenea e che capta pochissimo il mezzo di contrasto, mentre in RM si presenta iso-ipointenso nelle sequenze T1 pesate ed iperintenso in quelle T2 pesate (le lesioni più grosse possono apparire disomogenee per la presenza di calcificazioni, aree emorragiche o cistiche). Le sequenze pesate in diffusione non mostrano alterazioni e la spettroscopia evidenzia solo piccole variazioni del picco della colina non significative. Il neurocitoma centrale va in diagnosi differenziale con questa lesione, da cui si distingue perché non si localizza mai nel quarto ventricolo o nel corno frontale del ventricolo laterale.

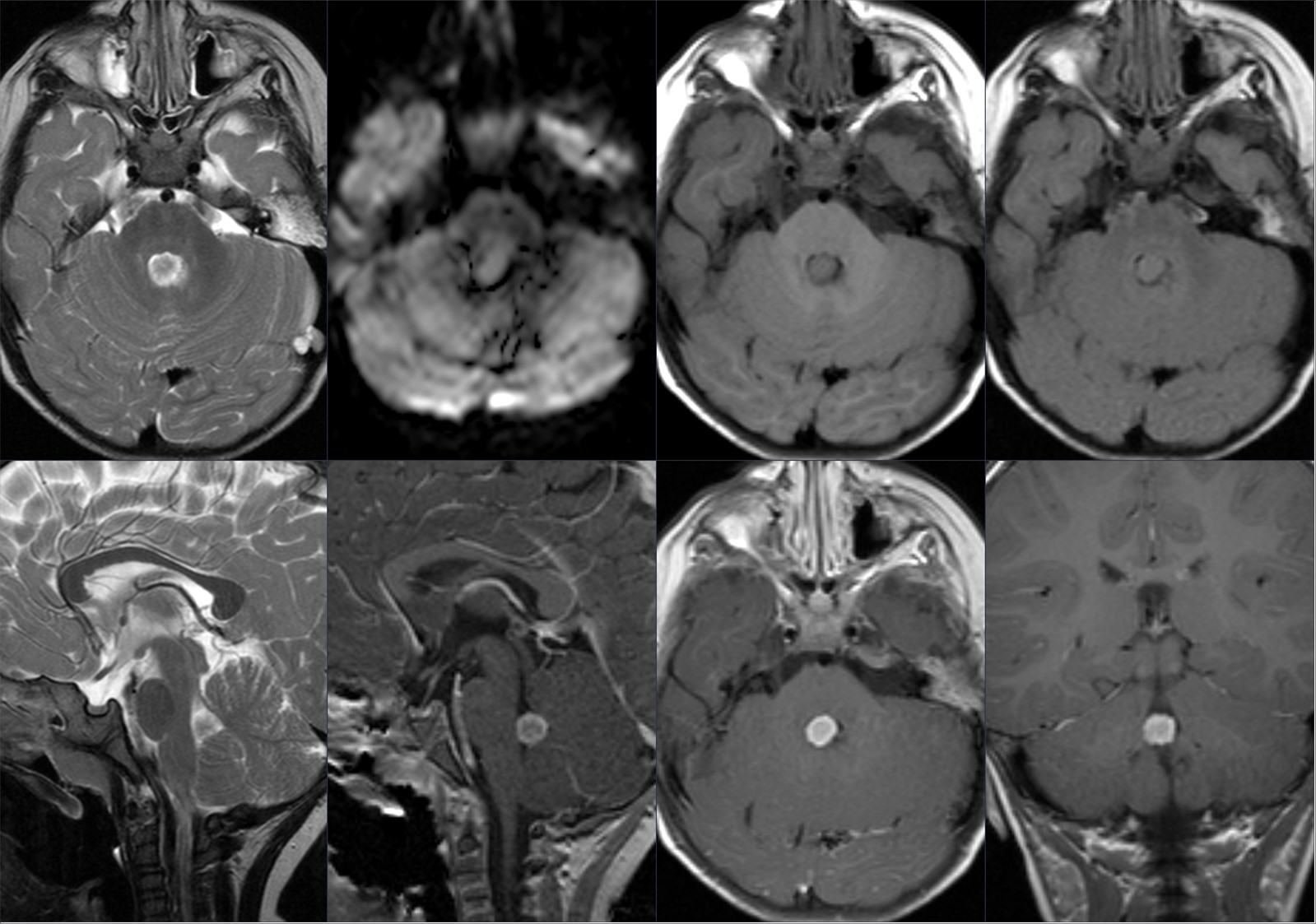
Papilloma dei plessi corioidei visto nelle sequenze T2, DWI T1 e FLAIR assiali (in alto da sinistra a destra) e T2 e T1 pesate incoronale e sagittale (in basso).

Il papilloma ed il carcinoma dei plessi corioidei (Grado I e III WHO rispettivamente) sono tipici dei bambini e si presentano come masse espansive nelle cavità ventricolari (il carcinoma, più raro, origina praticamente sempre a livello dei ventricoli laterali). Entrambi questi tumori danno metastasi endoliquorali, ma il carcinoma si presenta anche localmente infiltrante. Clinicamente si manifestano come idrocefalo sia di tipo ostruttivo sia da iperproduzione. Le calcificazioni sono frequenti in entrambi gli istotipi, mentre le aree necrotiche ed emorragiche sono proprie del carcinoma. Alla TC queste lesioni sono iso-iperdense e si potenziano dopo somministrazione di mezzo di contrasto, mentre in RM il segnale è eterogeneo. È praticamente impossibile differenziare radiologicamente un papilloma da un carcinoma dei plessi corioidei. Il papilloma atipico dei plessio corioidei (grado I WHO) è un'entità intermedia fra il papilloma ed il carcinoma.

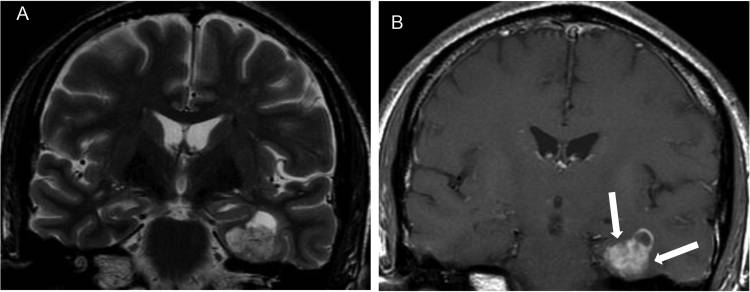
Ganglioglioma a livello della porzione mesiale del lobo temporale sinistro in un paziente affetto da crisi epilettiche refrattarie alla terapia medica visto alla RM mediante una sequenza T2 pesata (A) e T1 pesata dopo somministrazione di mezzo di contrasto (B)

Il ganglioglioma è un tumore costituito da cellule gangliari mentre il gangliocitoma è costituito da cellule gangliari ed astrociti. Entrambe queste neoplasie sono benigne (grado I e II WHO rispettivamente) e si localizzano più spesso in sede temporale superficiale. Queste lesioni sono ben delimitate e spesso con aspetto cistico, nodo intramurale e calcificazioni (le forme miste possono presentare infiltrazione locale ed evolvere verso forme anaplastiche o anche a glioblastoma). Raramente questi tumori danno metastasi endoliquorali. Il segno clinico più frequente di esordio e l'epilessia temporale e la terapia chirurgica è spesso utilizzata per risolverlo. Alla TC la lesione si presenta cistica a contenuto liquorale con calcificazioni. Dopo somministrazione di mezzo di contrasto si osserva potenziamento in metà dei casi. È presente spesso lo scalloping.  In RM il segnale e l'aspetto della lesioni sono aspecifici e disomogenei, anche dopo somministrazione del mezzo di contrasto (il potenziamento può essere "a cercine" o "a zolle", oltre che interessare le meningi vicine). Questa lesione entra in diagnosi differenziale radiologica con altre lesioni simili epilettogene.

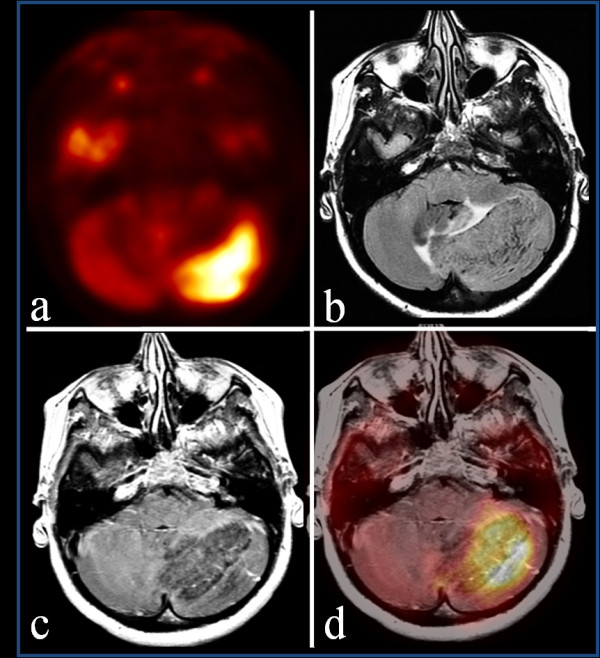
Gangliocitoma displastico cerebellare rilevato alla FDG PET (a) e mediate RM utilizzando una sequenza T1 pesata dopo mezzo di contrasto (b) e FLAIR (c). L'immagine d è stata ottenuta fondendo assieme la sequenza FLAIR con l'immagine PET

Il gangliocitoma displastico cerebellare (o malattia di Lhermitte-Duclos) è un tumore estremamente raro che colpisce gli adulti a livello della fossa cranica posteriore. Presenta caratteristiche intermedie fra il gangliocitoma e le facomatosi, oltre ad associarsi sempre con la malattia di Cowden (caratterizzata da amartomi e neoplasie maligne multiple polidistrettuali). Questa lesione causa netto incremento dimensionale della folia cerebellari coinvolgendo spesso un intero emisfero che assume la forma di una massa mal definita. La lesione si manifesta con segni di idrocefalo ed ipertensione endocranica e la terapia è chirurgica (quasi mai si riesce ad essere radicali per via delle grosse dimensioni). Ala TC la lesione appare ipodensa e con potenziamento lineare o puntiforme dopo somministrazione di mezzo di contrasto; non si rilevano mai calcificazioni. Alla RM la lesione presenta il tipico aspetto striato nelle sequenze T2 pesate con bande ipoerdense ed ipodense alternate. Le sequenze pesate in diffusione mostrano riduzione dei valori di ADC, quelle in perfusione mostrano incremento del flusso fra le vene interposte, mentre la spettroscopia è normale ad eccezione della comparsa del picco del lattato. La diagnosi differenziale più frequente è con l'infarto cerebellare (che a differenza di questo tumore segue i vasi arteriosi).

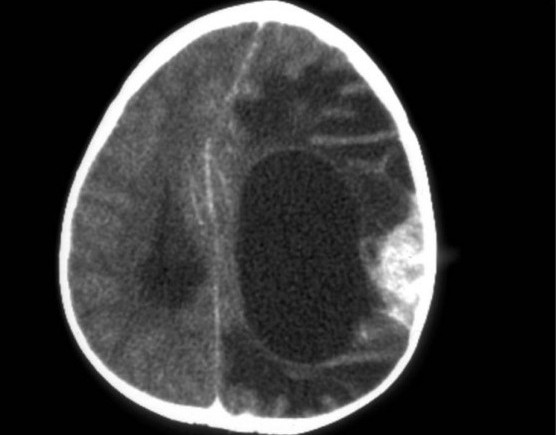
Gangliocitoma desmoplastico infantile visto alla TC come una grossa lesione cistica a contenuto liquido e a parete disomogenea

Il gangliocitoma desmoplastico infantile (grado I WHO) è tipico del primo anno di vita ed è costituito da una grossa cisti profonda con codo murale in sede cortico-meningea. Alla TC appare come una grossa cisti a contenuto liquorale che può a volte avere calcificazioni. Alla RM il contenuto della cisti presenta lo stesso segnale del liquor mentre la parete è disomogenea nelle sequenze T2 pesate ed in quelle dopo somministrazione di mezzo di contrasto, con potenziamento anche della leptomeninge adiacente. Questo tumore va in diagnosi differenziale col tumore neuroectodermico primitivo (PTEN) sovratentoriale, che di norma appare come un nodo solido disomogeneo.

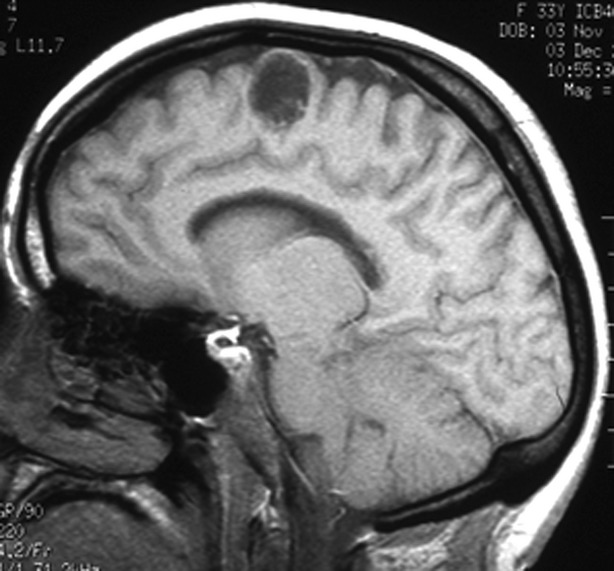
tumore disembrioplastico neuroepitaliale

Il tumore disembrioplastico neuroepitaliale (DNET, grado I WHO) ha sede esclusiva sovratentoriale ed è diagnosticata in pazienti giovani con epilessia resistente a diverse terapie farmacologiche. La sede più tipica è la corteccia temporale con coinvolgimento di amigdala ed ippocampo (raramente colpisce la corteccia parietale, il setto pellucido o il nucleo caudato). L'aspetto tipico è quello di una massa compatta intracorticale a forma di cono con la punta rivolta verso la sostanza bianca. La neoplasia crescendo mostra un aspetto microcistico e da scalloping a contatto col cranio, oltre ad essere accompagnata spesso da altre anomalie congenite della corteccia. Alla TC la massa appare ipodensa e presenta calcificazioni nel 20% dei casi, mentre in RM la lesione appare ipointensa nelle sequenze T1 pesate, iperintensa in quelle T2 pesate ed iso-ipointensa in modo disomogeneo nelle sequenze FLAIR per il suo contenuto mucoide associato a microcisti e calcificazioni. La lesione non si potenzia dopo somministrazione di mezzo di contrasto e mostra diffusione incrementata. Entra in diagnosi differenziale con altre anomalie dello sviluppo corticale (in particolare la sindrome di Taylor).

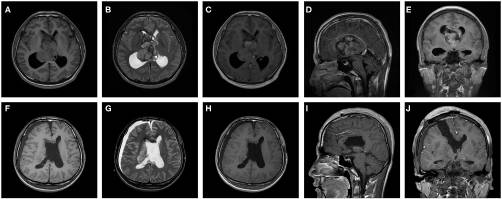
Neurocitoma centrale. Imaging RM prima (sopra) e dopo (sotto) l'intervento di asportazione. Da sinistra a destra: sequenza T1 pesata, T2 pesata, T1 pesata dopo somministrazione di mezzo di contrasto (proiezione assiale, sagittale e coronale)

Il neurocitoma centrale (grado II WHO) si localizza solo a livello del corno frontale e del corpo del ventricolo laterale attaccato alla parete del ventricolo stesso o al setto pellucido. Clinicamente di solito si manifesta con idrocefalo. La lesione è caratterizzata da una massa intraventricolare disomogenea per la presenza di cisti e calcificazioni nel suo contesto. La TC mostra una massa disomogenea, mentre alla RM la lesione appare isointensa con la corteccia sia alle sequenze T1 sia a quelle T2 pesate, con possibilità di rilevare disomogeneità da "vuoti" di flusso o microemorragie. Dopo somministrazione di mezzo di contrasto la lesione mostra incremento di intensità del segnale da moderato a intenso ed in spettroscopia è caratterizzata da incremento del rapporto colina/NAA.
Il neurocitoma extraventricolare è difficilmente distinguibile all'imaging da altre neoplasie cerebrali, anche aggressive, come il ganglioglioma, il DNET, gli astrocitomi di alto grado e l'ependimoma sovratentoriale, motivo per cui non ha un grado WHO definito.

## Tumori embrionari

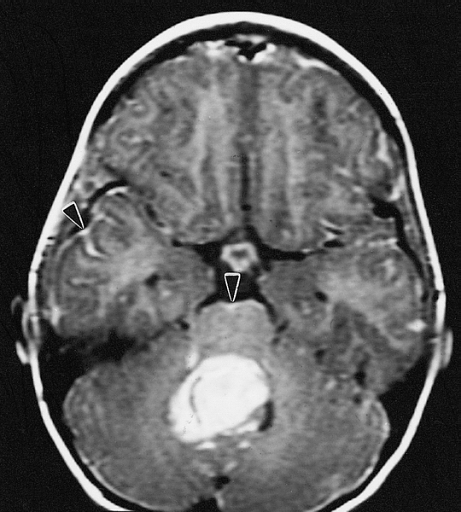
Medulloblastoma cerebellare visto alla TC. La lesione appare fortemente iperdensa e disomogenea. La diffusa impregnazione meningea dopo mezzo di contrasto (frecce) è da riferire a localizzazioni secondarie di malattia

Il medulloblastoma o PNET sottotentoriale (grado IV WHO) è il più frequente tumore cerebrale maligno ad insorgenza in età pediatrica. Tipicamente si localizza a livello della fossa cranica posteriore ed istologicamente appartiene alla categoria dei tumori neuroendocrini. La sede più tipica di insorgenza è il verme cerebellare, seguita dal velo midollare posteriore del tetto del quarto ventricolo e dagli emisferi cerebellari, soprattutto a livello dei lobi superiori (quest'ultima sede è più spesso coinvolta nei bambini più grandi e nei giovani adulti). Questo tumore da spesso metastasi endoliquorali e comprime le strutture adiacenti, a volte infiltrandole pur mostrando margini in apparenza netti. Clinicamente queste lesioni si manifestano con idrocefalo, sintomi cerebellari e strabismo. Alla TC la lesione appare come una massa iperdensa (dovuta all'alto cellularità), mediana, a margini ben definiti, e disomogenea a volte per presenza di cisti, focolai emorragici e calcificazioni. Il potenziamento dopo somministrazione di mezzo di contrasto è variabile. Alla RM la lesione appare difficilmente distinguibile dal tronco encefalico, che spesso infiltra, ed appare iso-ipointensa nelle sequenze T2 pesate, associate a minute disomogeneità per la presenza di cisti e basso potenziamento dopo somministrazione del mezzo di contrasto, con associato minimo grado di edema perilesionale. L'uso del mezzo di contrasto è tuttavia fondamentale per rilevare le frequenti metastasi leptomeningee, oltre che per rilevare la reale estensione della patologia che può anche essere talmente infiltrante le strutture adiacenti da dare un falso aspetto extrassiale. Le metastasi meningee spesso coinvolgono la cauda equina, il canale midollare o la superficie esterna del midollo spinale. Le sequenze pesate in diffusione mostrano diffusività ristretta a carico delle lesioni per via della loro ipercellularità, mentre le sequenze di perfusione evidenziano alto flusso ematico con recupero incompleto dovuto all'elevata permeabilità vascolare. La spettroscopia, non specifica, evidenzia incremento del rapporto colina/NAA e a volte picco del lattato. La lesione entra in diagnosi differenziale con l'ependimoma ed il tumore teratoide-rabdoide atipico che ha lo stesso aspetto RM ma colpisce soggetti di età inferiore ai 3 anni.
Il Tumore neuroectodermico primitivo sopratentoriale o PNET sovratentoriale (grado IV WHO) colpisce tipicamente le regioni dell'epifisi e dell'ipofisi ed è costituito da cellule neuroepitaliali indifferenziate. Se questo tumore differenzia unicamente verso la linea neuronale si definisce neuroblastoma centrale. È un tumore infantile raro in quanto quasi tutti i PNET pediatrici sono sottotentoriali. Questo tumore è congenito, estremamente maligno e da spesso metastasi endoliquorali. Queste lesioni, spesso voluminose, arrivano a deformare la forma del cranio dei neonati affetti, dando un vistoso effetto massa anche infiltrando le strutture encefaliche centrali. Le lesioni sono inoltre molto eterogenee per la presenza di aree di necrosi e cistiche nel loro contesto. Clinicamente si manifestano con segni di ipertensione endocranica, crisi epilettiche e disturbi della coscienza. Alla TC la lesione è fortemente disomogenea, oltre a presentare intensa impregnazione dopo somministrazione del mezzo di contrasto; mentre in RM assomiglia al medulloblastoma, presentandosi però più eterogeneo. Le principali diagnosi differenziali vanno fatte con l'astrocitoma di alto grado ed il tumore teratoide-rabdoide atipico.
Il Tumore teratoide-rabdoide-atipico è radiologicamente identico al medulloblastoma, da cui si differenzia per l'età di insorgenza. Può essere sia sovra sia sottotentoriale.

## Emangioblastoma

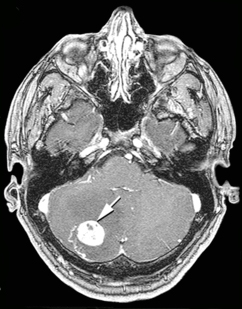
Emangioblastoma cerebellare di un paziente con sindrome di Von Hippel-Lindau visto in RM dopo somministrazione di mezzo di contrasto. La lesione mostra intenso potenziamento.

L'emangioblastoma (grado I WHO) è un tumore benigno di origine mesenchimale dell'adulto correlato con la sindrome di Von Hippel-Lindau (VHL). In quasi tutti i casi si localizza in sede sottotentoriale a livello degli emisferi cerebellari e clinicamente si manifesta con sintomi cerebellari e cefalea. Il tumore una vola asportato non recidiva ma è tipica la comparsa ex-novo di nuove lesioni. La lesione è tipicamente ben definita ma invasiva, cistica con nodo intramurale (la parete non è costituita da tessuto tumorale ma dal parenchima circostante compresso). Alla TC il contenuto della cisti ha la stessa densità del liquor, mentre la parete appare iso o poco iperdensa e si potenzia in modo intenso dopo somministrazione del mezzo di contrasto; mentre in RM la parete appare isointensa nelle sequenze T1 pesate ed iso-iperintensa in quelle T2 pesate, con aree di "vuoto" di flusso, emorragiche o iperproteiche nel suo contesto che possono darne un aspetto disomogeneo o con segnale iperintenso in T1, DP e FLAIR. Dopo somministrazione del mezzo di contrasto si osserva intensa impregnazione del nodo intramurale. La neoplasia è anche evidente all'angiografia in quanto molto vascolarizzata (ad eccezione del contenuto della cisti). Queste lesioni entrano in diagnosi differenziale con le metastasi da carcinoma renale ed è sempre bene tener presente che nella sindrome VHL possono coesistere lesioni multiple anche in sede midollare.

## Linfoma primitivo del SNC

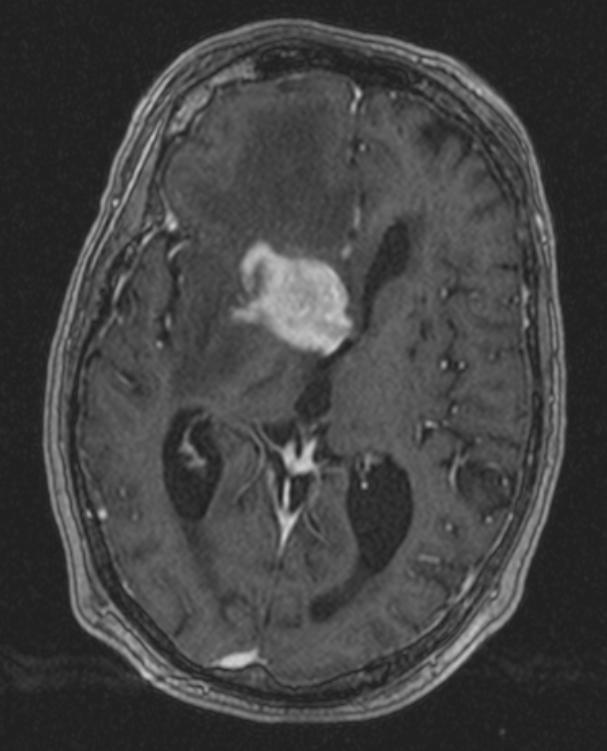
Linfoma primitivo del sistema nervoso centrale. La lesione appare disomogenea ed infiltrante

Il linfoma primitivo del sistema nervoso centrale è una patologia tipica ma non esclusiva dei pazienti immunodepressi (specie affetti da AIDS). Tipicamente si presenta come lesioni multiple localizzate in sede sovratentoriale a livello dei nuclei grigi profondi e della sostanza bianca periventricolare (specie a livello del corpo calloso). A livello corticale le lesioni interessano le meningi. Tale neoplasie danno spesso localizzazioni meningee per via liquorale. Le lesioni, sebbene di aspetto circoscritto, sono spesso infiltranti sia localmente che a livello delle pareti dei vasi e sono spesso circondate da edema. Le lesioni più grandi possono avere al loro interno delle aree di necrosi o emorragiche (specie nei pazienti immunodepressi) mentre le calcificazioni sono rare e spesso esiti di trattamenti terapeutici. Clinicamente i sintomi più frequenti sono i disturbi dello stato di coscienza ed i deficit neurologici focali. Alla TC le masse linfomatose appaiono disomogeneamente iperdense e mostrano potenziamento moderato dopo somministrazione del mezzo di contrasto, mentre in RM le lesioni appaiono iso-ipointense nelle sequenze a TR lungo, presentano vistoso edema periferico ed intenso ed omogeneo potenziamento dopo somministrazione di mezzo di contrasto, che spesso interessa anche l'ependima e gli spazi periventricolari (le lesioni dei pazienti immunodepressi sono però spesso eterogenee). Nel caso la barriera emato-encefalica non si rompa o venga riparata in seguito a terapia steroidea è possibile non osservare il potenziamento dopo il mezzo di contrasto. I linfomi di origine sistemica al contrario danno spesso diffusa localizzazione meningea. Le sequenze pesate in diffusione mostrano segnale iperintenso e mappe ADC ipointense per via dell'elevata cellularità, mentre la spettroscopia evidenzia incrementato rapporto colina/NAA. Gli studi di perfusione evidenziano incremento del flusso meno marcato rispetto al glioblastoma (che spesso entra in diagnosi differenziale con questa malattia).
Il linfoma intravascolare o angiocentrico è una patologia rara tipica dell'anziano e delle persone di media età che interessa prevalentemente i vasi dando edema, infarti ed emorragie (sia micro, ma spesso anche macro) a livello della corteccia e della sostanza bianca subito sotto. La patologia, a seguito di questi eventi ripetuti, porta a rapido declino cognitivo ed esito infausto. L'imaging neuroradiologico è aspecifico mostrando aree focali o lineari (seguono i vasi) caratterizzate da incrementata impregnazione contrastografica e ridotta diffusività.

## Tumori epifisari

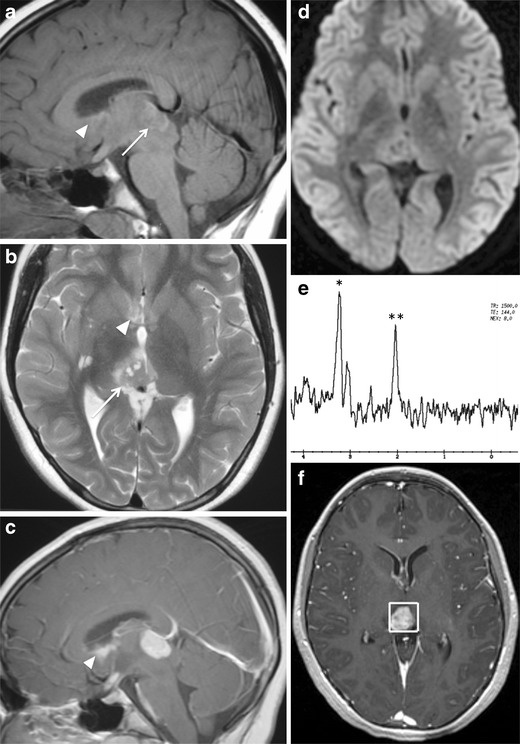
Germinoma pineale. La lesione mostra segnale iperintenso nelle sequenze T1 pesate (a) e T2 pesate (b). Utilizzando il mezzo di contrasto è possibile rilevare una lesione metastatica a livello del terzo e del ventricolo laterale (c). La lesione non è evidente alle sequenze pesate in diffusione (d), mentre la spettroscopia mostra picco della colina elevato e modesta riduzione di quello dell' NAA (e). L'immagine F mostra i voxel che comprendono la lesione in una sequenza T1 post-contrasto

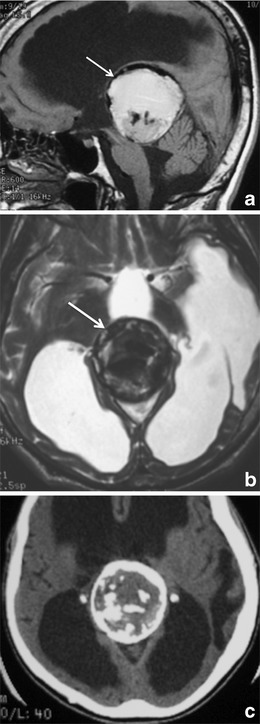
Teratoma pineale rilevato mediante sequenza RM T1 pesata (a), T2 pesata (b) e mediante TC (c). La lesione è molto disomogenea ed alla TC sono evidenti calcificazioni nel suo contesto che alle scansioni RM presentano basso segnale.

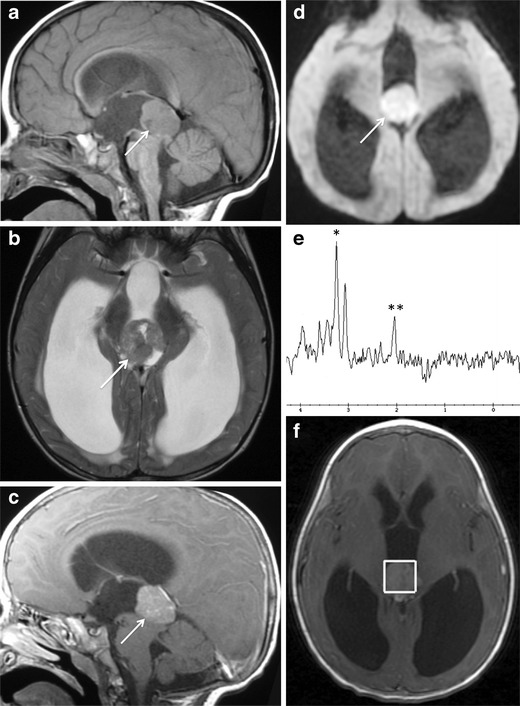
Pineoblastoma. La lesione appare iperintensa nelle sequenze T1 pesate (a) mentre presenta segnale intermedio in quelle T2 pesate (b); dopo somministrazione di mezzo di contrasto si osserva vistoso enhancement mentre le sequenze DWI mostrano diffusività ristretta (d); la spettroscopia (e, eseguita sul voxel evidente nella foto f) evidenzia elevato picco della colina e ridotto picco dell'NAA). In tutte le immagini è evidente contestuale vistoso idrocefalo ostruttivo)

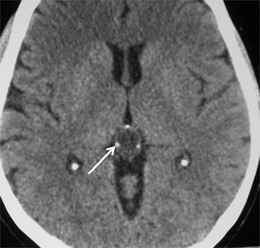
Pineocitoma visto alla TC. La lesione discosta in periferia le fisiologiche calcificazioni epifisarie.

I tumori a primitività dall' epifisi possono avere istologia germinale (germinoma, carcinoma embrionario, teratoma, tumore del sacco vitellino, coriocarcinoma, varianti miste, ecc..) o derivare dal pinealocita (pineoblastoma e pineocitoma). Oltre a questi anche tumori di origine neuroepiteliale (già descritti sopra)  possono originarsi in questa regione o nelle sue adiacenze.
Il germinoma della regione pineale (grado II WHO) è un tumore tipico dei maschi asiatici (specie giapponesi) nella seconda decade di vita. Tipicamente appare come una massa a margini definiti, ma in realtà la lesione è invasiva e tende anche a dare localizzazioni endoliquorali. Le lesioni, spesso multiple per questo motivo, hanno aspetto di solito omogeneo. Alla TC il germinoma appare ipodenso ed ingloba le tipiche calcificazioni epifisarie, mentre alla RM la lesione è iso-ipointensa nelle sequenze T2 pesate e mostra netto potenziamento dopo somministrazione del mezzo di contrasto. La diffusione è tipicamente ristretta a causa dell'alta cellularità e la spettoscopia mostra elevato rapporto colina/NAA e a volte picco del lattato.
Il teratoma pineale è il secondo tumore per frequenza a gellule germinali della regione pineale. Tipicamente esordisce nei primi 10 anni di vita o durante la gestazione con idrocefalo ostruttivo da macrocrania e sindrome di Parinaud. Sia alla TC che alla RM questa lesione si presenta estremamente disomogenea per via delle sue multiple componenti. La RM non riesce a distinguere le forme mature, benigne, da quelle immature, che hanno invece comportamento maligno.
Il pinealoblastoma (grado IV WHO) è un tumore maligno di derivazione neuroectodermica che colpisce i bambini di età inferiore ai tre anni, specie di sesso femminile. La lesione è disomogenea per la presenza di calcificazioni ed aree necrotiche nel suo contesto, oltre ad essere altamente infiltrante. Alla TC questa lesione appare iperdensa e disomogenea. con dislocazione verso l'esterno delle tipiche calcificazioni epifisarie. Il potenziamento dopo mezzo di contrasto è anch'esso disomogeneo. Alla RM la lesione si presenta ipointensa e disomogenea nelle sequenze a TR lungo per via dell'alta cellularità e per lo stesso motivo presenta diffusività ristretta. Il comportamento dopo mezzo di contrasto è analogo a quanto visto per la TC. La spettroscopia mostra incremento del picco della colina e riduzione di quello dell'NAA.
Il pineocitoma (grado I e II WHO) è un tumore raro che colpisce soprattutto i giovani adulti, di forma tendenzialmente sferica o lobulata e non infiltrante. In alcuni casi si estende fino al terzo ventricolo, ha un aspetto solido ma può presentare cisti nel suo contesto. Se la lesione comprime l'acquedotto di Silvio può dare idrocefalo ostruttivo, altrimenti è rilevata come incidentaloma durante indagini radiologiche svolte per altri motivi. Alla TC la lesione è ipodensa, con calcificazioni in periferia ed impregnazione omogenea o a cercine dopo somministrazione del mezzo di contrasto, mentre in RM può mostrarsi disomogenea per la presenza di calcificazioni o cisti nel suo contesto, con potenziamento variabile dopo somministrazione del mezzo di contrasto.

## Tumori intracranici extrassiali
Le lesioni tumorali primitive di origine extrassiale possono originare dal neuroepitelio, dall'epifisi, da cellule embrionarie, dalle meningi (meningioma, tumori ad origine dal mesoderma, emangioblastoma), dai nervi cranici (schwannoma, neurofibroma, perineurinoma, tumore delle guaine dei nervi periferici) o svilupparsi nella regione sellare (queste ultime lesioni sono trattate nella relativa voce).
Comprendere se una lesione è di origine assiale o extrassiale è importante per determinarne la prognosi, influenzata dalla possibilità di eseguire un radicale approccio chirurgico. Una lesione è più probabilmente di origine extrassiale se:
- è adiacente alla teca cranica
- presenta un piano di clivaggio con la corteccia (liquor, meningi o vasi interposti)
- è associata ad alterazioni ossee della teca
- è associata ad effetto massa sulla corteccia vicina con affastellamento dei giri corticali ed ampliamento degli spazi subaracnoidei locali[29]

### Metodiche radiologiche
La TC, come per i tumori intrassiali,  è l'esame diagnostico radiologico di primo livello, mentre la RM è utilizzata per una migliore caratterizzazione delle lesioni e prevede protocolli specifici.
I protocolli di acquisizione RM di norma prevedono sequenze SE T1 sagittali, FSE T2 o FLAIR coronali e/o assiali e T1 dopo mezzo di contrasto nei 3 piani dello spazio (le lesioni extrassiali nella maggior parte dei casi sono vascolarizzate da vasi meningei , pertanto si potenziano dopo somministrazione del mezzo di contrasto). A queste sequenze possono essere aggiunte:
- GRE T2 per rilevare eventuali depositi di emosiderina o sanguinamenti
- STIR per rilevare eventuali componenti lipidiche
- angiografiche per rilevare i rapporti con i vasi sanguigni adiacenti
- di perfusione, utili in alcune diagnosi differenziali
- pesate in diffusione nella diagnosi differenziale fra cisti epidermoide e cisti aracnoidea[30]

### Schwannoma

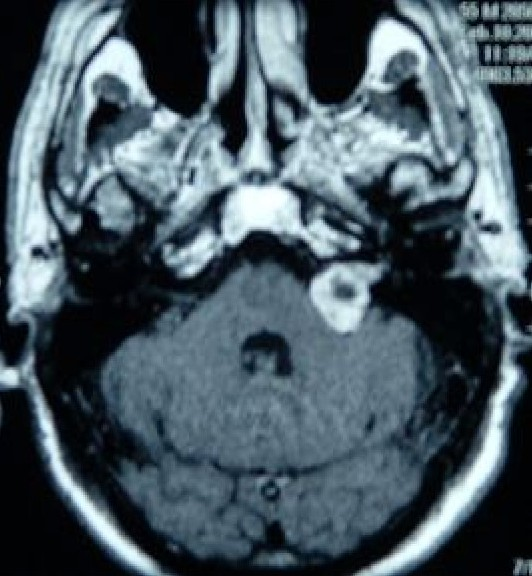
Schwannoma del nervo acustico intra - extra canalare visto alla RM dopo somministrazione di mezzo di contrasto. La lesione appare iperintensa e si presenta con il tipico aspetto "a gelato nel cono"

Questo tumore benigno origina dalle cellule di Schwann, rappresenta il 7-8% di tutte le neoplasie intracraniche, presenta crescita lenta ed erode l'osso nelle sue adiacenze spostando i tessuti molli intorno senza infiltrarli (la lesione è capsulata). Tipicamente origina dal nervo acustico (neurinoma del nervo acustico) a livello della transition zone (zona dove la consistenza della mielina, l'anatomia delle fibre e la vascolarizzazione del nervo sono più vulnerabili). Neurinomi dell'acustico bilaterali sono caratteristici della neurofibromatosi di tipo 2.
I neurinomi dell'acustico possono essere distinti per sede in intracanalari, extracanalari, intra-extra canalari ed intracisternali o per dimensioni in piccoli (di solito intracanalari), medi (< 30 mm, di solito intracisternali) e grandi (> 30 mm).
Clinicamente queste lesioni esordiscono di solito con vertigini per iniziale interessamento del nervo vestibolare e successivamente danno ipoacusia. Grosse lesioni possono comprimere anche i nervi abducente, facciale e trigemino dando sintomatologia specifica oppure portare ad ipertensione endocranica nel caso ad essere coinvolto sia il quarto ventricolo.
Alla RM le lesioni piccole intracanalari si evidenziano come millimetriche lesioni che interrompono il segnale liquorale (meglio evidenti con sequenze a strato sottile di 1 mm 3D orientate lungo il canale stesso). Essendo queste lesioni molto piccole per identificarle è fondamentale utilizzare il mezzo di contrasto, che mostra intenso potenziamento (disomogeneo per la presenza di cisti e calcificazioni). Le lesioni a localizzazione intra-extra canalare hanno il tipico aspetto "a gelato nel cono" (ove il "cono" costituisce la componente canalare, mentre il "gelato" quella extracanalare) e provocano slargamento e svasamento del meato acustico interno, evidente al confronto con la stessa struttura in sede controlaterale. I neurinomi sono di norma ipointensi nelle sequenze T1 pesate e modicamente iperintensi in quelle T2 pesate.
I neurinomi entrano in diagnosi differenziale con i meningiomi dell'angolo ponto-cerebellare (che mostrano enhancement più rapido ed omogeneo dopo somministrazione del mezzo di contrasto) e con i neurofibromi nei pazienti affetti da neurofibromatosi di tipo 1.

### Meningioma

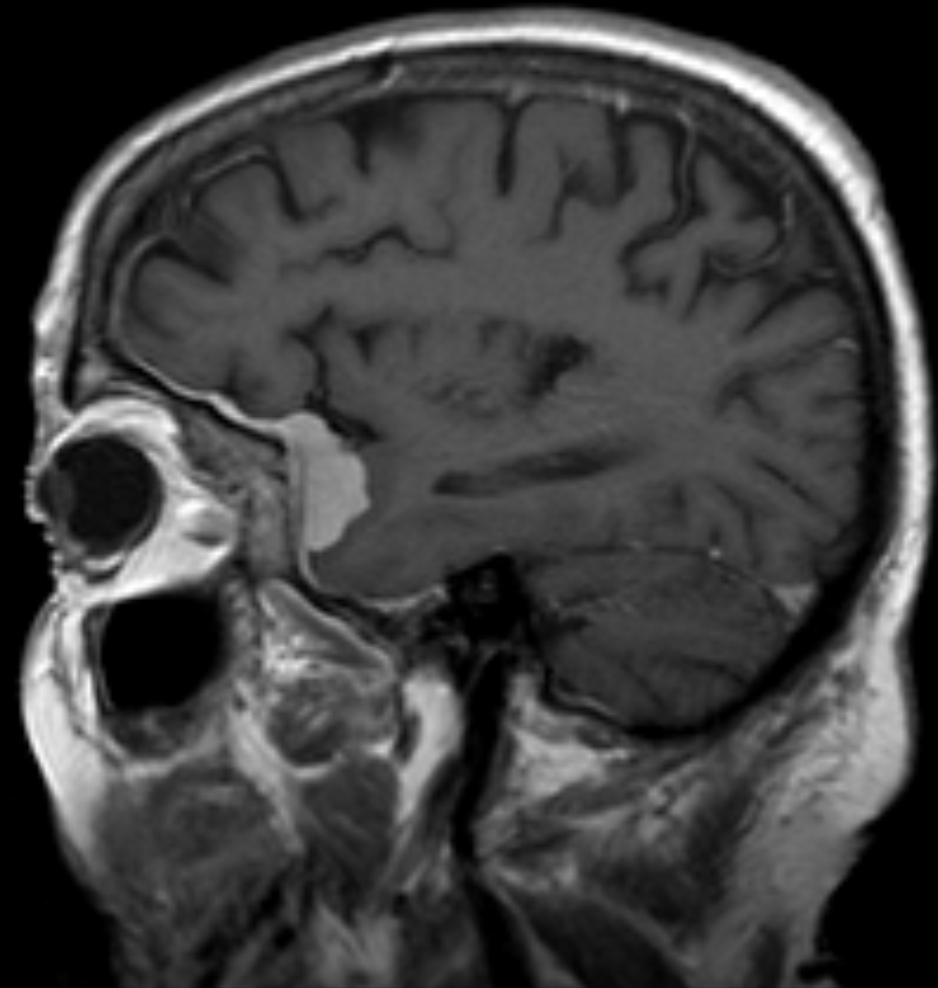
Meningioma visto alla RM dopo somministrazione di mezzo di contrasto. La lesione appare nettamente iperintensa ed a margini netti. Notare il tipico segno della "dural tail"

Il meningioma viene diagnosticato di solito fra la quinta e la settima decade di vita e rappresenta il 15-20% dei tumori intracranici degli adulti, con maggiore incidenza nelle donne. Nei bambini questa neoplasia è associata a delezioni a braccio lungo del cromosoma 22 (1 - 3 % delle neoplasie intracraniche primitive infantili) o alla neurofibromatosi di tipo 2 (in tal caso si ha spesso una meningiomatosi da meningiomi multipli). Questi tumori derivano dal meningotelio che riveste le granulazioni aracnoidee di Pacchioni e pertanto spesso si localizzano in sede emisferica, più spesso a livello della convessità (50% dei casi) ed a seguire a carico della fossa cranica media (20%), anteriore (15%) e posteriore (10% dei casi). Altre sedi di minore rilevanza includono ogni altro luogo avvolto da meningi come a livello del nervo ottico o all'interno dei ventricoli (2% dei casi). Esistono anche forme acquisite in seguito a trattamenti radioterapici o a traumi cranici che hanno portato ad intrappolamento di cellule della dura madre. Rarissime forme ectopiche sono dovute a difetti dello sviluppo che portano a localizzazione di cellule meningee in siti dove non dovrebbero essere presenti (meno dell 1% dei casi totali).
Istologicamente i meningiomi possono essere distinti in forme meningoendoteliali, fibroso-fibroblastiche, psammomatose, transizionali, linfoplasmocitarie, angiomatose, metaplastiche (grado I WHO), a cellule chiare e cordoide (grado II WHO) ed infine in forme maligne ad alto rischio di recidiva  (grado III WHO) comprendenti le forme anaplastiche, papillari e rabdoidi.
Dal punto di vista anatomopatologico i meningiomi sono lesioni solide, a volte disomogenee per la presenza di cisti, calcificazioni, lipidi, aree mixoidi e di degenerazione ialina. Sono tumori molto vascolarizzati (da rami provenienti dai vasi meningei). La loro velocità di crescita è molto variabile, tipicamente dislocano le strutture vicine ed erodono l'osso adiacente.
Clinicamente i meningiomi sono spesso silenti e nella maggioranza dei casi sono rilevati come incidentalomi o all'autopsia, tuttavia possono dare sintomi specifici a seconda della zona che vanno a comprimere. La prognosi dipende dall'istologia della lesione e dalla possibilità di un'exeresi radicale (la chirurgia è ovviamente più semplice a livello della convessità).
Alla RM il meningioma tipicamente si presenta con una forma detta  a sole nascente, presenta margini netti ed ha tipicamente un piano di clivaggio con la corteccia ben evidente per interposizione di liquor, vasi e meningi. Queste lesioni sono iso-ipointense nelle sequenze T1 pesate e disomogeneamente iperintense in quelle T2 pesate (spiccata ipointensità nelle sequenze GRE T2 può essere presente in caso di estese calcificazioni). L'utilizzo del mezzo di contrasto porta ad intenso ed omogeneo potenziamento (ad esclusione delle aree calcifiche) ed è pertanto utile per identificare le forme isointense (il segno della "coda durale" visibile dopo mezzo di contrasto a livello meningeo è abbastanza tipico, anche se non esclusivo, del meningioma). Queste lesioni sono associate ad esteso edema vasogenico perilesionale nel 60% dei casi la cui estensione dipende dalla grandezza della lesione, dalla sua istologia, dai metaboliti che produce e dalla vascolarizzazione. L'erosione ossea, ben evidenziabile alla TC, di solito è iperostotica, anche se sono possibili anche forme litiche che portano ad invasione dell'osso stesso e dei tessuti al di là della scatola cranica.
Le sequenze Angio-RM sono utili per localizzare i vasi arteriosi dislocati e quelli venosi infiltrati dalla neoplasia.
Le forme maligne di meningioma hanno speso margini irregolari ed aspetto infiltrante, oltre a presentare impregnazione disomogenea del mezzo di contrasto e spiccata erosione ossea.
Tecniche di imaging RM avanzato sono spesso utilizzate nella diagnostica del meningioma; in particolare la spettroscopia evidenzia riduzione in ampiezza o assenza del picco dell NAA, riduzione del picco della creatina e presenza del caratteristico picco dell'alanina. La presenza dei picchi del lattato e del metilene suggeriscono una forma maligna e sono utili per differenziare il meningioma dalle metastasi meningee. Il picco del mioinositolo presente nei meningiomi dell'angolo ponto-cerebellare consente invece un'agevole diagnosi differenziale con gli schwannomi (che differiscono anche morfologicamente: il meningioma mostra il segno della "coda durale" mentre il neurinoma ha spesso aspetto "a gelato nel cono"). Alle sequenze pesate in diffusione i meningiomi sono caratterizzati da diffusività elevata e valori di ADC bassi (un aumento nel tempo dei valori di ADC è un segno di evoluzione maligna). Le sequenze di perfusione mostrano tipicamente un flusso elevato (a differenza dei neurinomi e dei papillomi dei plessi corioidei) con lento ritorno ai valori basali per aumentata permeabilità della barriera emato-encefalica (un rapido ritorno ai valori basali è indicativo della presenza di un contributo dato da vasi rivestiti dalla BEE ed indica maggiore aggressività).

### Cisti epidermoide

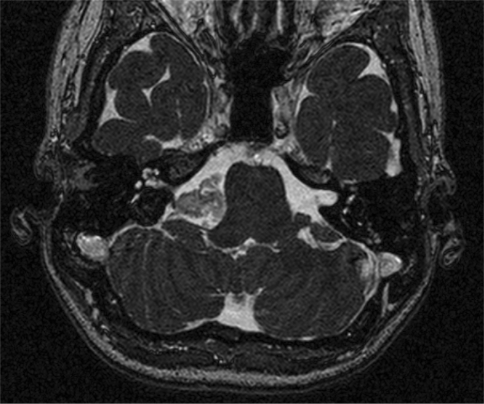
Cisti epidermoide dell'angolo ponto-cerebellare visto alla RM mediante una sequenza T2 pesata. La lesione appare iperintensa, disomogenea, non infiltrante ed a margini ben definiti

Questa lesione origina da cellule ectodermiche rimaste intrappolate durante la chiusura del tubo neurale o la formazione delle vescicole cerebrali. Si presenta a forma plurilobulata ed a contenuto semifluido con detriti cellulari, proteine e cheratina. Di solito si localizza a livello dell'angolo ponto-cerebellare in sede intradurale. Alla RM presenta segnale simil-liquorale nelle sequenze T1 e T2 pesate, con iperintensità alle sequenze DP. Si differenzia dalla cisti aracnoidea in quanto appare ipointensa alle sequenze FLAIR ed alle mappe ADC ed iperintensa in quelle DWI. Dopo somministrazione di mezzo di contrasto può mostrare impregnazione periferica per affastellamento vasale.

### Dermoide
Origina in modo simile alla cisti epidermoide ma differisce per il contenuto costituito da lipidi ed annessi cutanei. Può mostrare calcificazioni a livello della parete. Per tali motivi mostra segnale RM variabile e disomogeneo, di solito iperintenso nelle sequenze T1 pesate ed iso-ipointenso in quelle T2 pesate. Le sequenze eseguite con tecnica di soppressione del grasso sono dirimenti per la diagnosi. La lesione non mostra potenziamento dopo somministrazione del mezzo di contrasto.